# Amytis din Media

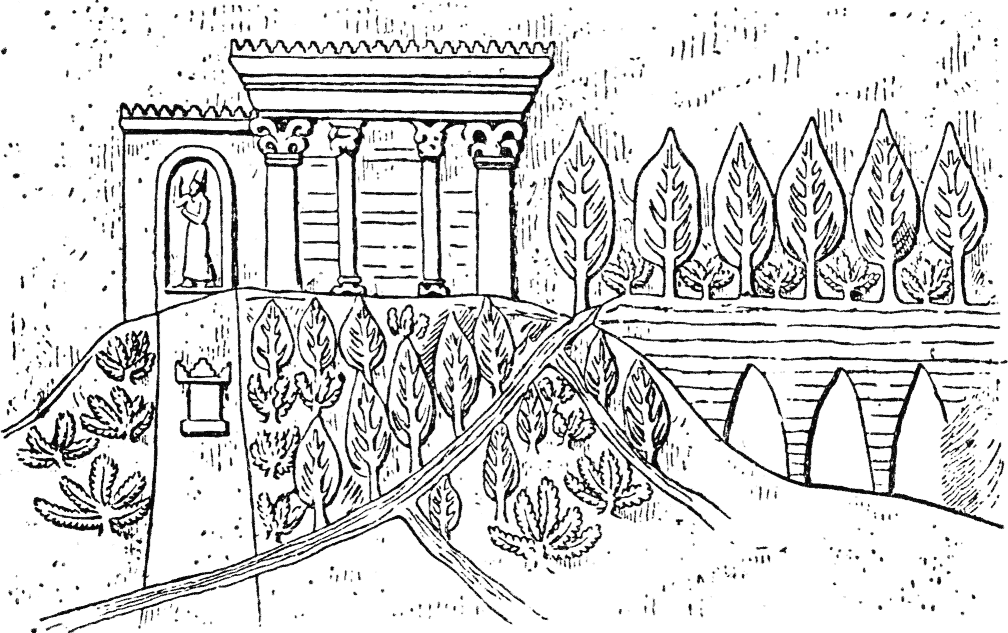
Grădinile suspendate ale Semiramidei în viziune asiriană

Amytis din Media a fost o prințesă persană din Media, fiică a regelui Cyaxares, căsătorită cu Nabucodonosor al II-lea întru alianța dintre dinastiile mediane și babiloniene. Dar, pe parcurs totul s-a transformat într-o dragoste pasională ce a impresionat Babilonul. Când lui Amytis i s-a făcut dor de locurile natale, unde vegetația era foarte bogată, soțul ei i-a construit una dintre cele 7 minuni ale lumii: Grădinile suspendate ale Semiramidei, unde regina își petrecea majoritatea timpului liber. Era iubită de popor și admirată la Curte, însă în prezent se crede că era de fapt o impostoare. Nabucodonosor a aflat târziu, decizând să o asasineze.